# محمد عادل أردا
محمد عادل أردا (بالتركية: Hacı Adil Arda)‏ هو سياسي عثماني، تولى منصب ناظر الداخلية.

## مناصبه
تولى المناصب التالية:
- ناظر الداخلية  [لغات أخرى]‏ (1912–1912)
- ناظر الداخلية  [لغات أخرى]‏ (1913–1913)
- ناظر الداخلية  [لغات أخرى]‏ (1919–1919)